# Diacetylmonoxim
Diacetylmonoxim ist eine chemische Verbindung aus der Gruppe der Oxime. Sie wirkt als Carboxylase- und Cholinesterase-Reaktivator und wird deshalb zur Behandlung von Organophosphatvergiftungen eingesetzt.
Es ist außerdem Zwischenprodukt bei der Synthese von Diacetyldioxim.

Diacetyldioxim

Die Verbindung ist bei erhöhter Temperatur thermisch instabil. Bei DSC-Messungen wird oberhalb von 150 °C die thermische Zersetzung beobachtet. Die Zersetzung verläuft mit einer Zersetzungswärme von −921 kJ·kg−1 bzw. −93 kJ·mol−1 stark exotherm.